# 천국의 문 (드라마)
《천국의 문》은 1956년 7월에 HLKZ-TV에서 방송된 드라마로, 대한민국의 사상 최초의 드라마로 알려져 있다. 2명의 도둑이 사후세계에서 만나 대화하는 내용을 담고 있다.